# Skarlagensfeber
Skarlagensfeber (den moderne, mindre alvorlige form kaldes ofte scarlatina) er en streptokokinfektion (S. pyogenes), som normalt optræder i forbindelse med ondt i halsen og mere sjældent med hudinfektioner eller andre streptokokangreb.
Den karakteriseres af sår i halsen, feber og udslæt på overkroppen, som i enkelte tilfælde kan sprede sig til næsten hele kroppen. Tungen er indledningsvis hvid med belægning, og senere optræder den karakteristiske jordbærtunge.
Det er kombinationen af feber og udslæt, der ofte har farven skarlagensrød, som har givet tilstanden dens navn. Det er særligt børn, som bliver ramt af sygdommen.
Udslættet varer ca. 5 dage efterfulgt af en udbredt afskalning af huden. 
Skarlagensfeber skyldes et toksin Streptokok pyrogen eksotoksin (SPE-A), der produceres, når streptokokkerne er inficeret med en bestemt bakteriofag.
Skarlagensfeber behandles almindeligvis med penicillin; i nogle tilfælde anvendes dog andre former for antibiotika.